# Blyth River
Blyth River är ett vattendrag i Australien. Det ligger i territoriet Northern Territory, omkring 410 kilometer öster om territoriets huvudstad Darwin.
I omgivningarna runt Blyth River växer huvudsakligen savannskog. Trakten runt Blyth River är nära nog obefolkad, med mindre än två invånare per kvadratkilometer. Savannklimat råder i trakten. Genomsnittlig årsnederbörd är 1 418 millimeter. Den regnigaste månaden är mars, med i genomsnitt 416 mm nederbörd, och den torraste är augusti, med 1 mm nederbörd.